# イワン・ヤクボフスキー
イワン・イグナチエヴィチ・ヤクボフスキー（ロシア語: Ива́н Игна́тьевич Якубо́вский、1912年1月7日 - 1976年11月30日）は、ソビエト連邦の軍人。ソ連邦元帥。ソ連邦英雄（2度）。

## 経歴
モギリョフ州ゴレツキー地区ザイツェフ村出身。ベラルーシ人。オルシャン教育専門学校で学ぶ。1932年から赤軍。1934年に統合白ロシア軍事学校、1935年にレニングラード装甲戦車指揮要員課程を卒業。ポーランド侵攻、冬戦争に従軍。
独ソ戦時、戦車大隊長であり、1941年7月から連隊長となった。1942年1月から第91戦車旅団副旅団長、同年3月から旅団長。第91旅団は、西部、南部、南西、スターリングラード、ドン、ブリャンスク、中央、ヴォロネジ戦線で戦い、ミンスク、モギリョフ、モスクワの戦い、スターリングラード攻防戦、クルスクの戦い、ウクライナの解放に参加した。1944年1月10日、ソ連邦英雄の称号とレーニン勲章が授与された。
1944年6月から第6親衛戦車軍団副軍団長となり、ペレムイシュリ、ヴィスワ川渡河、サンドミール橋頭堡の奪取に参加した。同年9月23日、2つ目のソ連邦英雄の称号が授与された。
1945年4月から第7親衛戦車軍団副軍団長となり、ベルリンの戦い、プラハ作戦に参加した。
戦後、1948年に参謀本部アカデミーを卒業し、第4親衛戦車師団長、第1親衛戦車軍司令官、駐独ソビエト軍集団副総司令官（1957年～1960年、1961年～1962年）、総司令官（1960年～1961年、1962年～1965年）を歴任。1965年からキエフ軍管区司令官。1967年4月12日、ソ連邦元帥の称号が授与され、ソ連国防第一次官兼ワルシャワ条約機構統合軍総司令官となる。
第22回～第24回大会において、ソ連共産党中央委員会委員に選出。第6期～第9期ソ連最高会議代議員。第2期、第4期、第5期ロシア・ソビエト連邦社会主義共和国最高会議代議員。
1976年11月30日、死去。赤の広場のクレムリンの壁墓所に埋葬。

## パーソナル
ソ連邦英雄（2度）、チェコスロバキア社会主義共和国英雄。レーニン勲章4個、赤旗勲章4個、2等スヴォーロフ勲章2個、1等祖国勲章、赤星勲章、3等「ソ連軍における祖国への奉仕に対する」勲章を受章。
モギリョフ州ゴルカ市には彼の胸像がある。ミンスク市の通りには彼の名前が付けられた。